# Шамоти (Великопольське воєводство)
Шамоти (пол. Szamoty, нім. Freundsthal) — село в Польщі, у гміні Шамоцин Ходзезького повіту Великопольського воєводства.
Населення — 200 осіб (2011).
У 1975-1998 роках село належало до Пільського воєводства.

## Демографія
Демографічна структура станом на 31 березня 2011 року:
|          | Загалом | Допрацездатний вік | Працездатний вік | Постпрацездатний вік |
| -------- | ------- | ------------------ | ---------------- | -------------------- |
| Чоловіки | 93      | 18                 | 67               | 8                    |
| Жінки    | 107     | 21                 | 59               | 27                   |
| Разом    | 200     | 39                 | 126              | 35                   |